# Anna Gunn
Anna Gunn (Santa Fe, Nuevo México; 11 de agosto de 1968) es una actriz estadounidense, reconocida por sus papeles de Skyler White en la serie de televisión Breaking Bad y de Martha Bullock en la serie Deadwood.

## Vida y carrera
Es hija de Shana, una diseñadora de interiores, y de Clem Gunn, quien trabajaba en bienes raíces. Se graduó de la escuela Santa Fe Preparatory School en 1986. Asistió a la Universidad Northwestern, graduándose con un título en actuación teatral en 1990. Durante un semestre en 1988 estudió en el British American Drama Academy. Estuvo casada con el actor escocés Alastair Duncan, con el que tiene dos hijas.
Alcanzó fama internacional por su interpretación de Skyler White, la esposa de Walter White, en la aclamada serie dramática Breaking Bad (2008-2013), actuando junto a Bryan Cranston. En 2012 fue nominada a los Emmy en la categoría de mejor actriz de reparto por su papel en Breaking Bad. Posteriormente, en los años 2013 y 2014, en las ediciones 65.ª y 66.ª de los Emmys, se hizo acreedora del premio a "Mejor actriz de reparto" también por su papel de Skyler White en Breaking Bad.
Gunn también ha interpretado un papel como ayudante del abogado del distrito Jean Ward en la serie The Practice desde 1997 a 2002, y tuvo un papel principal como Martha Bullock en Deadwood, de la cadena HBO, entre 2005 y 2006.
En 2014 protagonizó la miniserie de diez episodios Gracepoint, junto a David Tennant. En 2016 participó junto a Tom Hanks en la película Sully.
En la saga de videojuegos de Legacy of Kain Anna Gunn ha dado voz al personaje de Ariel, el cual es un espectro que se le aparece frecuentemente al personaje principal.